# Lower Makefield
Lower Makefield  è una township degli Stati Uniti d'America, nella contea di Bucks nello Stato della Pennsylvania. Secondo il censimento del 2010 la popolazione è di 32.559 abitanti.

## Società

### Evoluzione demografica
La composizione etnica vede una maggioranza di quella bianca (89,6%), seguita dagli asiatici (6,3%) dati del 2010.
| township di Lower Makefield Popolazione |        |
| 2000                                    | 32.681 |
| 2010                                    | 32.559 |